# Nardi (motoryzacja)
Nardi – włoski producent samochodów sportowych i wyścigowych założony przez Enrico Nardiego, producent kierownic do samochodów sportowych.

## Historia

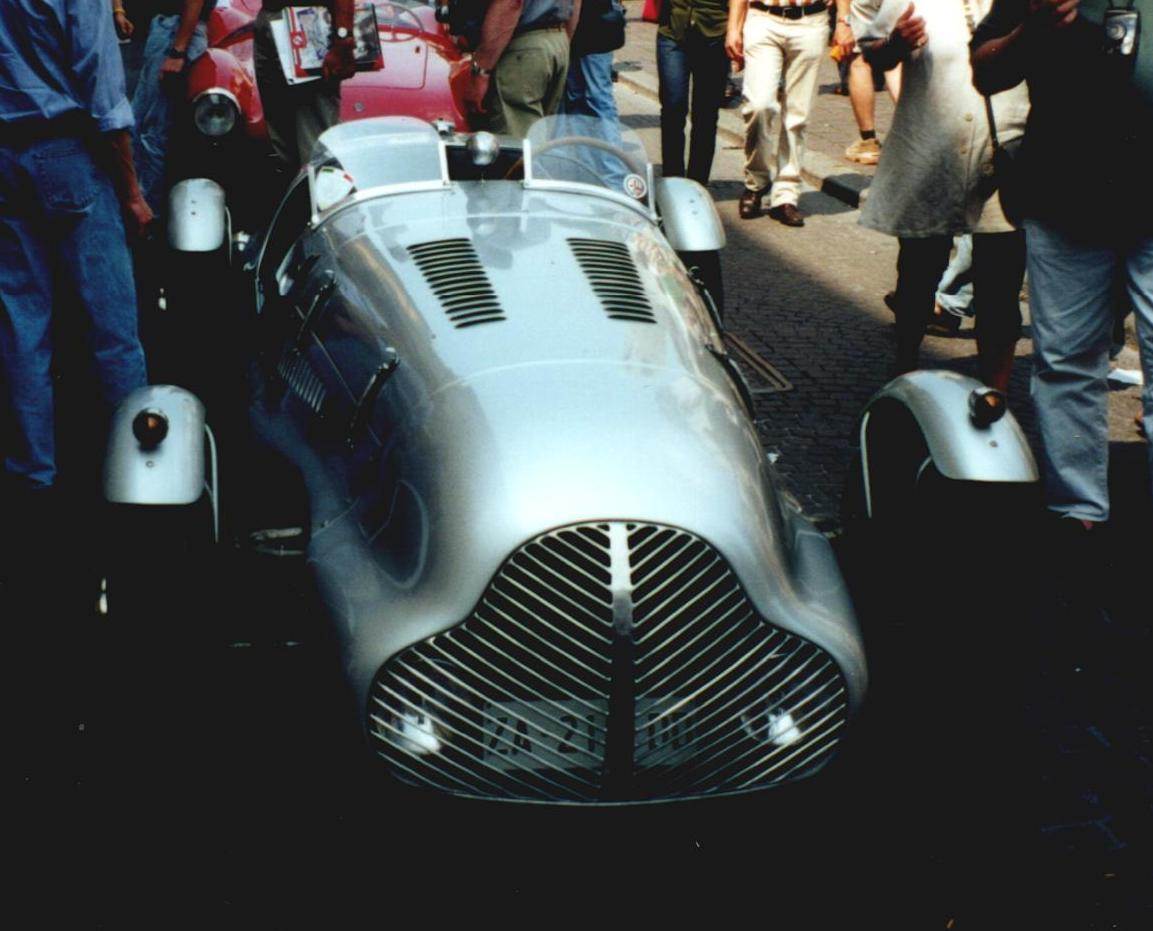
Nardi-Danese 1500 Sport

W 1932 roku inżynier Enrico Nardi wraz z Augusto Monaco skonstruował samochód Nardi-Monaco Chichibio. W 1946 roku Nardi wraz z kierowcą wyścigowym Renato Danese utworzył firmę Nardi-Danese (ND). W 1947 roku wyprodukowano pierwszy model. Silniki używane w pojazdach Nardi pochodziły z samochodów marek BMW, Crosley, Fiat, Lancia i Alfa Romeo. Firma wyprodukowała różne samochody sportowe, jak 750ND czy Blue Ray. Samochody wyścigowe Nardi uczestniczyły natomiast m.in. w wyścigach 24h Le Mans (model Bisiluro) i w Formule Vee. W 1952 roku Enrico Nardi zbudował również samochód Formuły 2, który jednak nigdy nie wystartował w wyścigu.